# ریانووستی
خبرگزاری بین‌المللی روسیه «ریا نووستی» (به روسی: Российское агентство международных новостей «РИА Новости») یک خبرگزاری متعلق به دولت روسیه است که اخبار خود را از طریق اینترنت و به صورت چندرسانه‌ای منتشر می‌کند. علاوه بر فارسی، این خبرگزاری اخبار خود را به زبان‌های روسی، انگلیسی، آلمانی، فرانسوی، اسپانیایی، عربی، چینی و ژاپنی هم منتشر می‌نماید.
ریانووستی در فدراسیون روسیه و کشورهای مستقل همسود دارای شبکهٔ خبری گسترده‌ای است و در کشورهای ارمنستان، گرجستان، آذربایجان و مولداوی اخبار را نه تنها به زبان روسی بلکه به زبان‌های محلی نیز منتشر می‌نماید.
خبرگزاری ریانووستی بالاترین میزان نقل قول را در میان شبکه‌های روسی داراست.
از حدود هجدهم بهمن ماه ۱۳۸۸، بخش فارسی این سایت، در ایران فیلتر و از دسترس کاربران خارج شد.
- البته سایت ریانوستی در بهار سال ۱۳۹۰ رفع فیلتر شده و مجدداً برای کاربران در ایران قابل دسترسی است.

در ۱۰ نوامبر ۲۰۱۴، سازمان روسیا سودنیا سرویس خبری چندرسانه‌ای بین‌المللی اسپوتنیک را به عنوان جایگزین ریا نووستی و صدای روسیه در حوزهٔ بین‌الملل تأسیس کرد.